# Cult of the Dead Cow
Pour les articles homonymes, voir CDC.
Cult of the Dead Cow, ou cDc, est une organisation hacker et un média de masse « Do it yourself » fondée en 1984 à Lubbock, aux États-Unis. Elle est connue pour avoir, entre autres, créé plusieurs outils, destinés à la fois aux hackers, aux administrateurs système, et au grand public, comme Back Orifice ou Peekabooty, réseau pair-à-pair anonymisant.